# Колчакова, Магда
Магда Михайлова Колчакова болг. Магда Михайлова Колчакова; 20 сентября 1914, Банско, Третье Болгарское царство — 27 августа 1982, там же) — болгарская актриса театра и кино, писательница, поэтесса. Народная артистка НРБ (1971). Лауреат Димитровской премии (1950).

## Биография
В 1940 году окончила театральное училище при Национальном театре имени Ивана Вазова и до выхода на пенсию выступала на сцене этого театра.
Играла в спектаклях болгарских и зарубежных драматургов. Амплуа — хара́ктерная, комедийная и сатирическая актриса.
С 1937 года снималась в кино.

## Избранная фильмография
- 1937 — «Страхил войвода»
- 1944 — «Българо-унгарска рапсодия» — Милка
- 1958 — «Любимец 13» —  Пена
- 1961 — «Табак» — Спасуна
- 1962 — «Пленённая стая»
- 1970 — «Четиримата от вагона» — крестьянка
- 1972 — «Тихият беглец» — Баба Пена
- 1978 — «Всички и никой»

## Избранная библиография
- Банскалии (трилогия)
  - Джолевата щерка
  - Даутевата вдовица
  - Банскалии
- Песни (1948)
- пьеса «Гераците» (1955)

## Награды
- Орден «Георгий Димитров» (1974)
- Орден «Кирилл и Мефодий»
- Димитровская премия (1950)
- Народная артистка БНР (1971)